# 東海ジャンクション (東京都)
東海ジャンクション（とうかいジャンクション）は、東京都大田区東海にある首都高速道路の湾岸線と湾岸分岐線を結ぶジャンクションである。

## 連絡している路線
首都高速道路
湾岸線千葉方面⇔湾岸線浮島JCT方面・湾岸分岐線

## 歴史
- 1983年2月24日 : 湾岸線・湾岸分岐線 大井出入口 - 昭和島JCT間開通。
- 1993年（平成5年）9月27日 : 湾岸線 東海JCT - 空港中央出入口間開通。東海JCT新設。

## 隣
首都高速湾岸線
(B16,B17)空港中央出入口 - 空港北TN - 東海JCT - 大井PA（西行き） - (B18,B19)大井南出入口
首都高速湾岸分岐線
昭和島JCT - 東海JCT